# Copelatus regimbarti
Copelatus regimbarti är en skalbaggsart som beskrevs av Branden 1885. Copelatus regimbarti ingår i släktet Copelatus och familjen dykare. Inga underarter finns listade i Catalogue of Life.